# 红峰站
红峰站（站牌上彝文站名写作“ꉼꃖ”hop fo）是一个成昆线上的铁路车站，位于四川省凉山彝族自治州喜德县尼波镇甘子村（原属乐武乡），建于1970年，目前为五等站，邮政编码为616756。目前车站仅办理客运业务，每日有一对慢车停靠，不办理货运业务，车站经过的列车多在夜间。

## 概要
红峰站位于乐武展线南端，海拔2240米，是成昆铁路线上海拔最高的车站。站内设有3条股道，下行方向为沙木拉达隧道，设有红峰烈士陵园。当隧道因天气原因封锁时，部分列车只能在站内等候。
车站共有6名职工，分为两组、以做四休四的形式进行三班倒。因车站海拔较高，常年气温较低，峨眉车务段于2018年于站台上安装不锈钢风雨接车亭，以改善职工工作环境。2019年又对站台长度进行延长以方便旅客乘降。车站位置偏僻，周围没有公路，站内员工食品补给除了每日一对的慢车外，只能通过职工便乘在站内临停的货车往喜德县县城或泸沽镇采购。

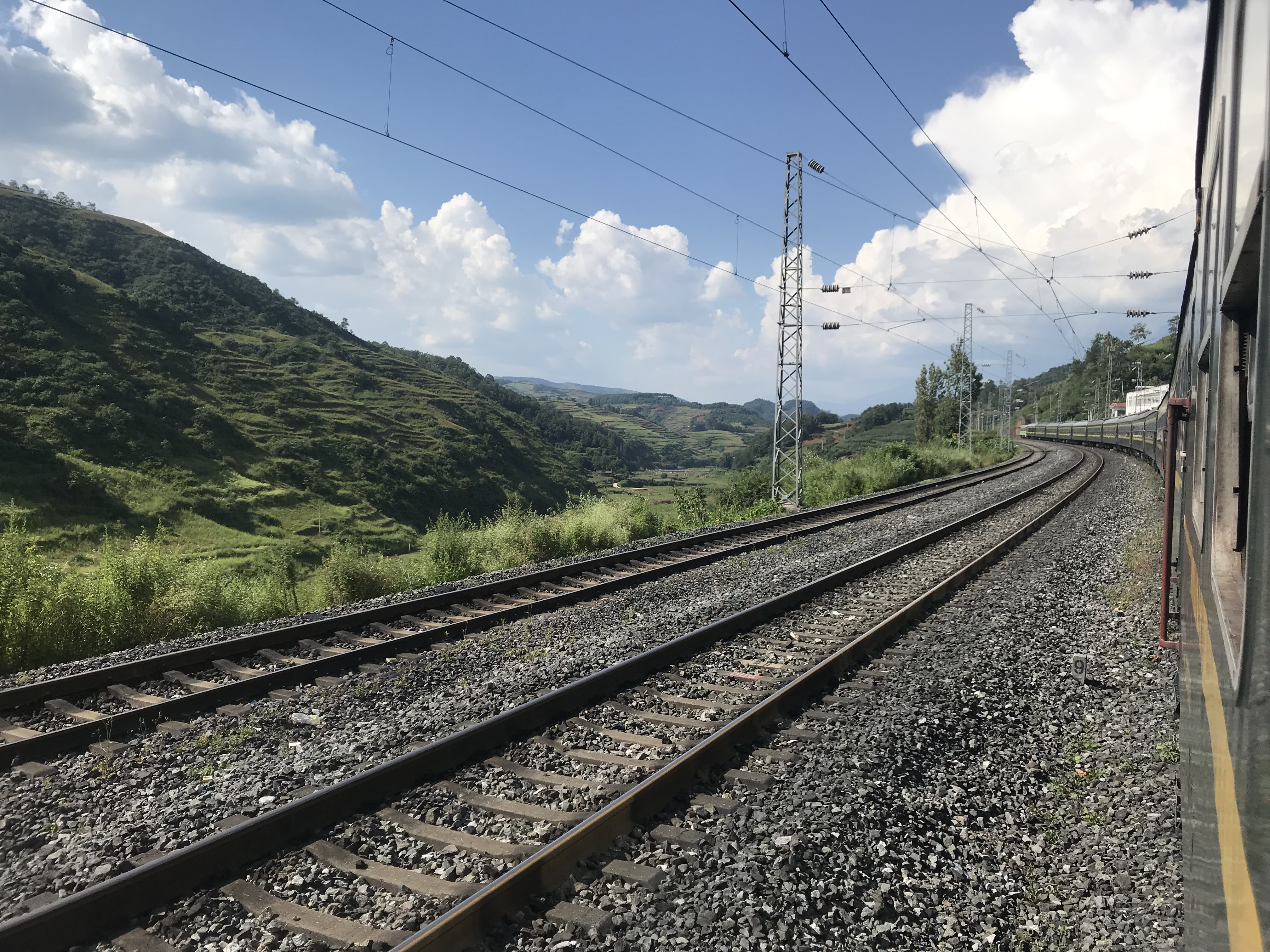
站场
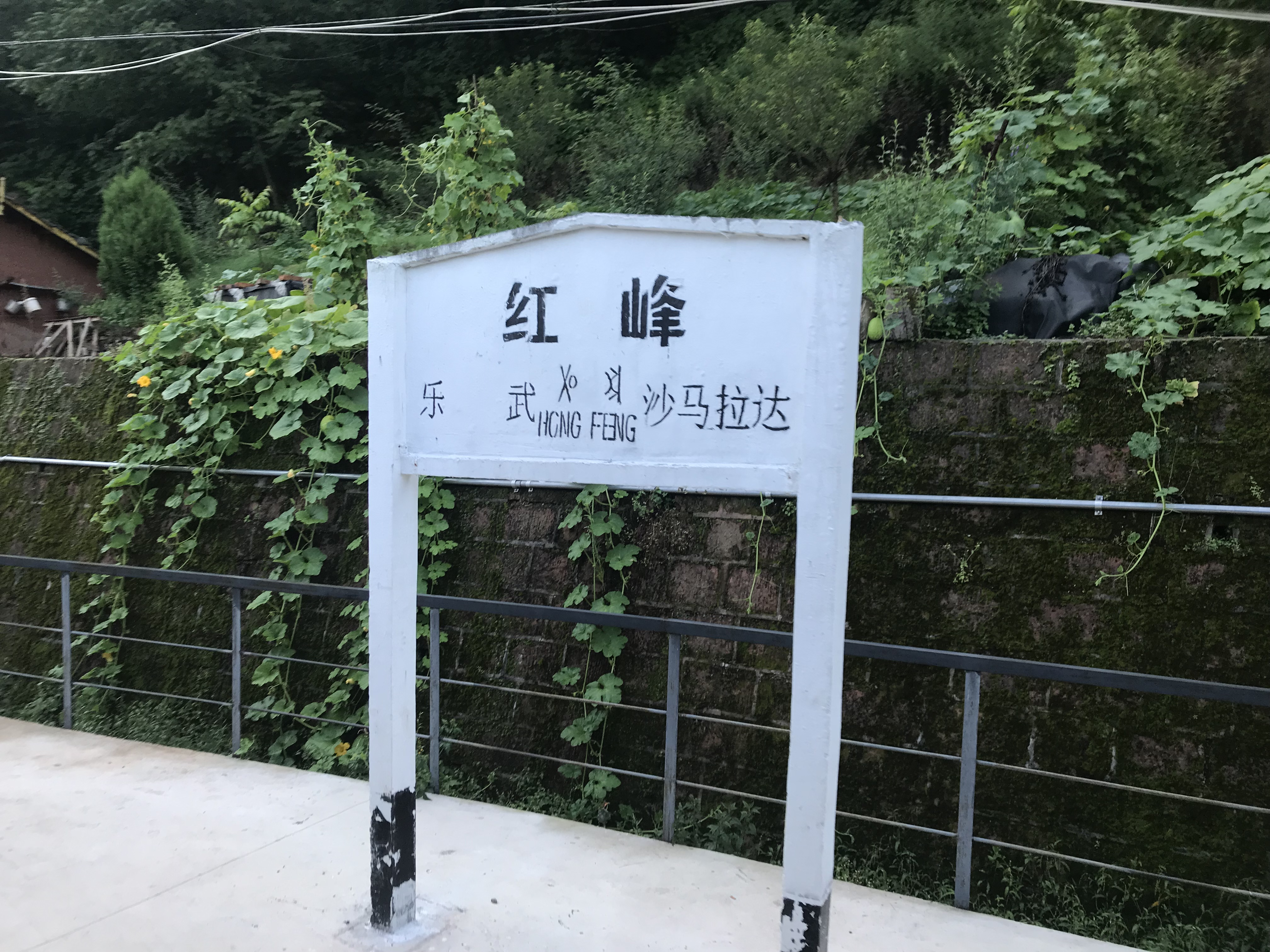
站场
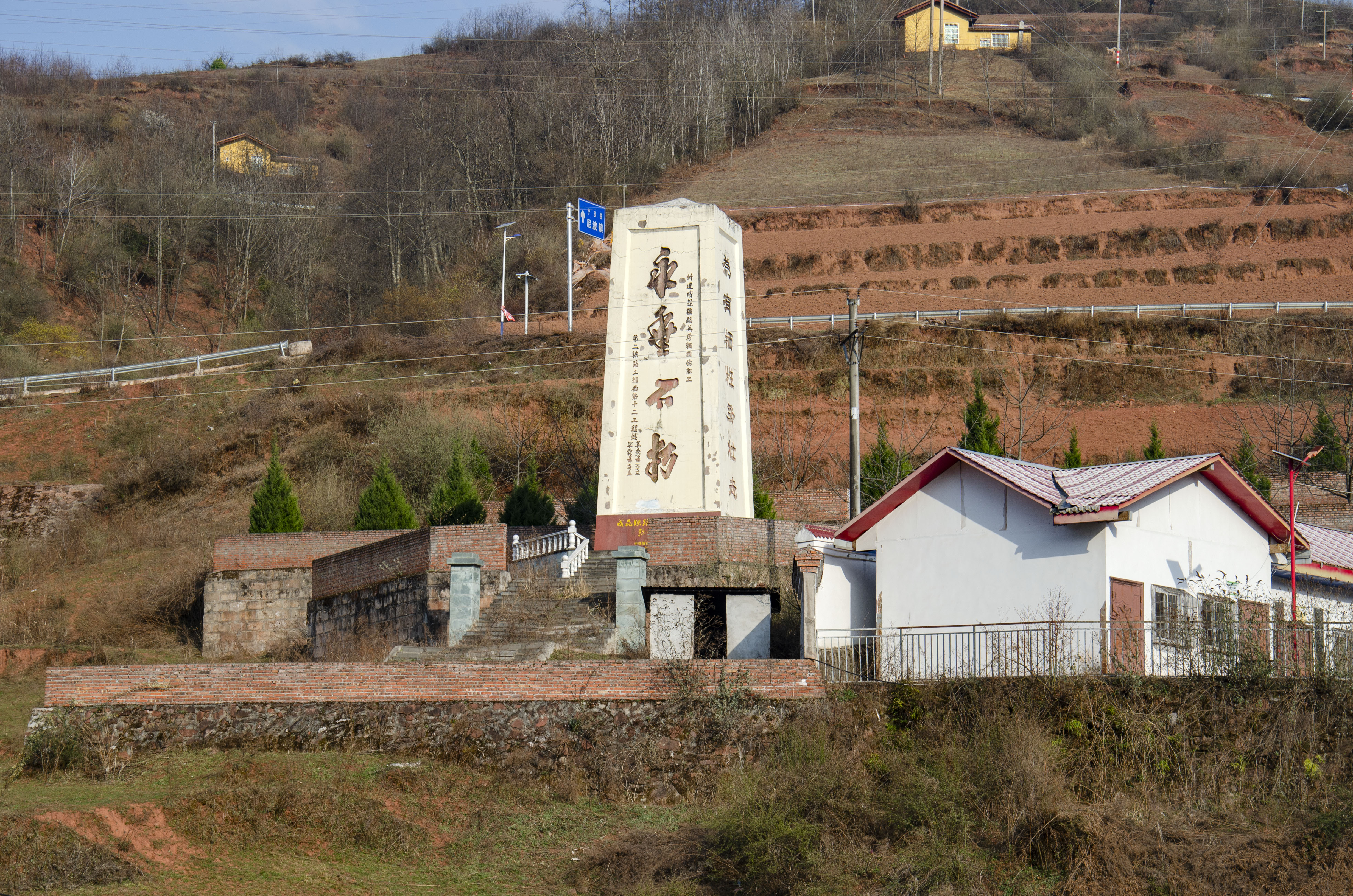
红峰烈士陵园
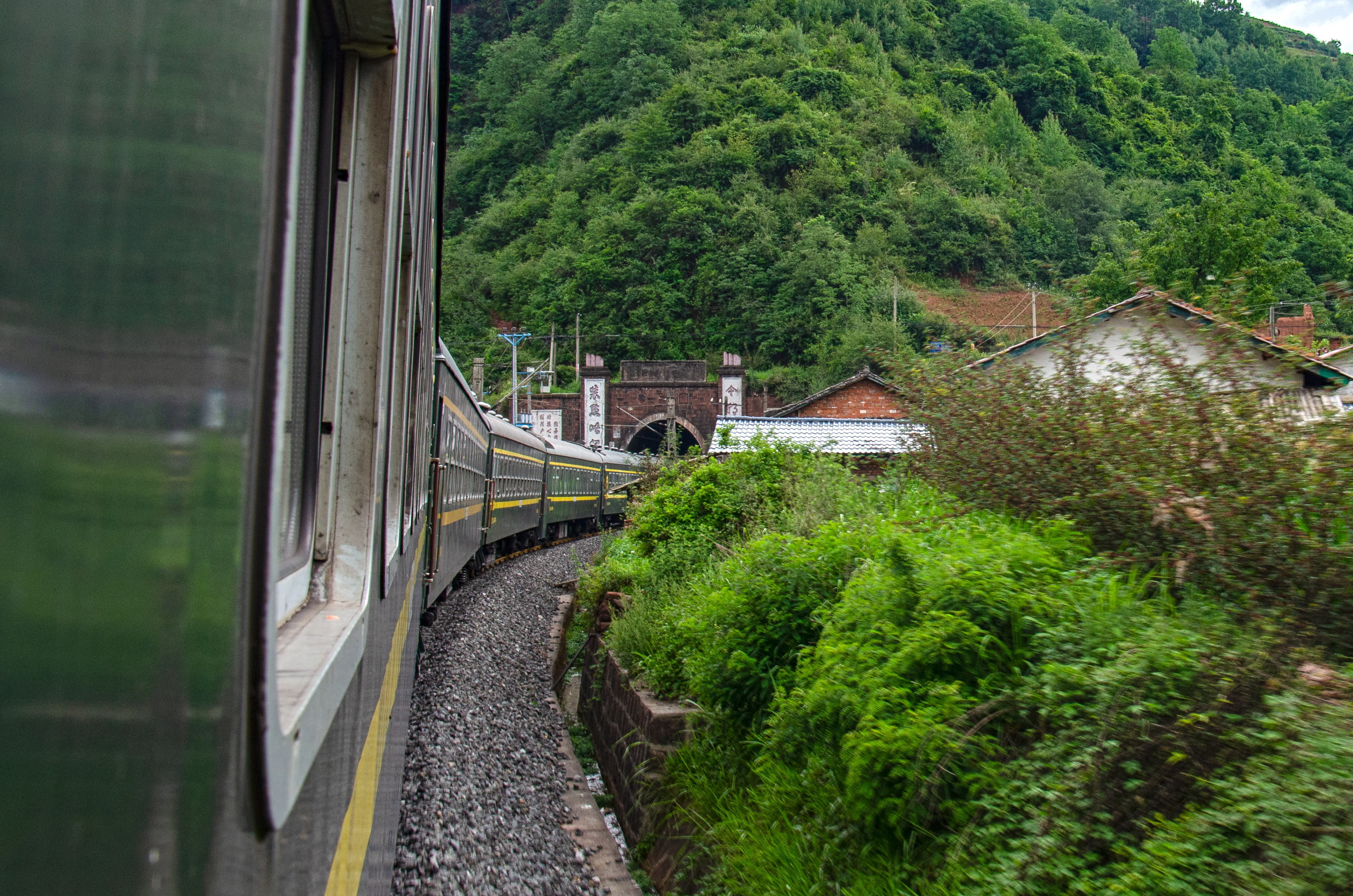
车站附近沙马拉达隧道入口